# Cn (digramme)
Cette page contient des caractères spéciaux ou non latins. S’ils s’affichent mal (▯, ?, etc.), consultez la page d’aide Unicode.
Pour les articles homonymes, voir CN.
Cn (minuscule cn) est un digramme de l'alphabet latin composé d'un C et d'un N. 

## Linguistique
- En anglais, le digramme cn représente le son [n] dans des mots d'origine grecque comme cnidarian (cnidaria). Quand il n'est pas en début de mot, il représente le son [kn] comme dans acne (acné).

## Représentation informatique
À la différence d'autres digrammes, il n'existe aucun encodage de Cn sous la forme d'un seul signe. Il est toujours réalisé en accolant les lettres C et N.